# Matej Mandić
Matej Mandić (Ljubuški, Bosna i Hercegovina, 2. svibnja 2002.) - hrvatski rukometaš.

## Klupska karijera
Matej Mandić počeo je igrati rukomet u ljubuškom Izviđaču, s kojim je od 2018. godine igrao u Premijer ligi BiH te je osvojio 2019. i 2021. godine. Od 2021. godine 2,05 metara visoki vratar igra za prvaka Hrvatske RK Zagreb s kojim je osvojio Premijer ligu i Kup Hrvatske 2022. i 2023. godine.
Redovno brani za svoj klub u europskoj rukometnoj Ligi prvaka, obarajući pritom vlastite i druge rekorde u broju obrana suparničkih udaraca na gol. U taktički odlično pripremljenoj, vrhunski odigranoj i majstorski vođenoj utakmici Zagrebovog novog trenera Velimira Petkovića protiv aktualnog (2024.) njemačkog prvaka i prošlogodišnjeg (2023.) europskog prvaka SC Magdeburga,  koja se u Areni Zagreb igrala 20. studenog 2024., imao je, za jednu rukometnu utakmicu skoro nestvarne, 22 obrane.

## Reprezentacija
Mandić je s hrvatskom reprezentacijom zauzeo 8. mjesto na Europskom prvenstvu 2022. na kojem je upisao jedan nastup.
Matej Mandić je bratić hrvatskog rukometnog reprezentativca Davida Mandića koji također dolazi iz Hardomilja kod Ljubuškog.